# Nicolas Vallari
Nicolas Vallari (de, Valery, Vallarie, Wallerij), född sannolikt i Frankrike, död efter 1673, var en fransk målare och skulptör.

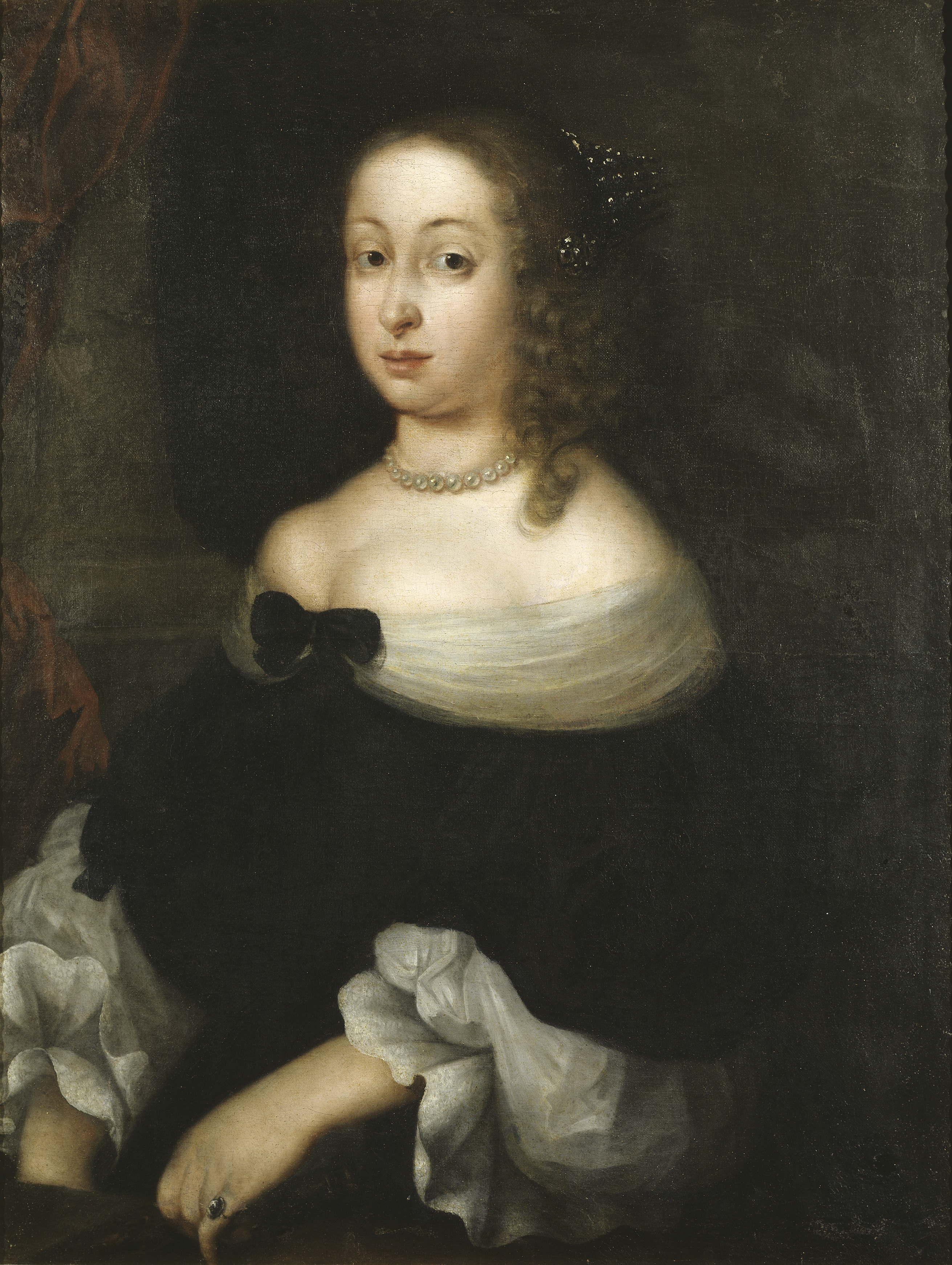
Hedvig Eleonora, 1636–1715, drottning av Sverige målad av Nicolas Vallari, Gripsholm.

Han var gift 1646–1668 med Magdalena Fernich. Det finns flera olika uppgifter om Vallaris härkomst, en källa uppger att han var son till en bössmed Le Roy i Orléans medan en annan källa anger att han var son till en målare i Metz. Han var ursprungligen munk i ett kapucinkloster i Italien men rymde till Holland där han övergick till den reformerta läran 1646. Samma år gifte han sig och reste med sin fru till Sverige för att arbeta för Magnus Gabriel De la Gardie. 
Efter att han utfört några porträtt för De la Gardie kom han i hovets tjänst där han 1647 uppfördes i hovstaten med något lägre lön än de andra hovmålarna. Han konstnärliga register var brett och han utförde målningar från små miniatyrporträtt till dekorationsmålningar i monumentalformat. I hans egen förteckning över utförda arbeten noterar han bland annat tre stora porträtt av drottning Kristina, ett stort och ett litet porträtt av den franske kungen, triumfframställningar för skeppet Julius som drottning Kristina skänkte till kardinal Mazarin 1648 och en triumfframställning av skeppet S:t Anna som skänktes till drottningen av Frankrike. Men merparten av hans förteckning listar arbeten som han utförde för de stora baletter som anordnades vid hovet och dekorationsarbeten inför drottning Kristinas kröning 1650. 
Han kom senare att utföra dekorationsarbeten till Karl X Gustavs kröning 1654 och hans begravning 1660. Efter drottning Kristinas abdikation knöts han åter i De la Gardies tjänst och utförde förutom konterfejer även dekormålningar i De la Gardies bostäder och 1662 slöt han ett avtal att uteslutande arbeta i De la Gardies tjänst och även ha uppsikt över de målare av lägre rang som De la Gardie hade i sin tjänst. Vid ett samtal med den franske legationsprästen 1653 nämnde han sitt tidigare klosterlöfte som kapucinmunk och han övertalades att återgå till den katolska läran. När drottning Kristina lämnade Sverige 1654 försvann även Vallaris nyvaknande religiositet. Eftersom han inte tillhörde något ämbete fördes han 1655 upp på Stockholms målarämbetes lista över bönhasar och han gick motvilligt med på att ansluta sig till målarämbetet 1657. 
När drottning Kristina återkom till Stockholm 1660 lyckades han med hennes hjälp komma ut ur arresten där han satt för en obetald gäld. Troligen för att ställa sig in hos drottningen blev han återigen katolik och sände tillsammans med henne en ansökan till Påven att få bo i de katolska länderna. Han försökte även med drottningens hjälp få skilsmässa från sin fru men detta beviljades inte eftersom hans barnaskara uppgick till 20 barn varav nio var nämnda i Tyska kyrkans dopbok. Men 1666 inleddes en skilsmässoprocess där de ömsesidigt anklagade varandra för otrohet och en nyckelroll spelade Charles Boit som senare gifte sig med Vallaris exfru. Medan han vistas på Läckö 1668 utfärdade konsistorium ett skiljebrev mellan makarna och samma år befarade hustrun att han skulle lämna landet med barnen. 
Under hösten 1668 avviker han från sin tjänst och reser till Köpenhamn medförande en av De la Gardies kopparsticksböcker. I ett brev till De la Gardie 1669 motiverar han sitt avvikande med att han inte fått ut överenskommen betalning och det olycksaliga drickandet som ruinerat hans familj. Han kommer nu i drottning Sophie Amalies tjänst och utför bland annat en vaxrelief av Fredrik III. Något annat säkert arbete från denna tid är inte känt men han nämns som trolig upphovsman till ett flertal målningar. 
Tiden i Danmark blev kort. Redan 1670 återkom han till Sverige och anställdes på nytt av De la Gardie. Han bosatte sig på Ekholmen i Uppland där han i huvudsak arbetade med plafonder för Karlbergs slott. För arbetet rekvirerade han stora kvantiteter målarfärg, spiritus vini och fransk brandvin. Han tröttande 1673 på den ovillige lönebetalaren De la Gardie och lämnade hans tjänst definitivt samma år. Samtidigt försvann han ur de svenska noteringarna. 
Av hans betydande produktion är ytterst lite känt och svårt att identifiera. Man vet[källa behövs] att han för Tyska kyrkan i Stockholm utförde två altartavlor 1658–1695 varav den ena byttes ut mot en ny målad av Georg Engelhard Schröder samt porträtt av drottning Kristina och kung Karl X Gustav samt ett porträtt av Hedvig Eleonora och ett stort antal tavlor för De la Gardie men flertalet är osignerade. Dessutom utförde han ett flertal fasta dekorationsmålningar för hovet och De la Gardies olika slott. Vallari är representerad vid bland annat Gripsholm.